# Fêtes à Florence

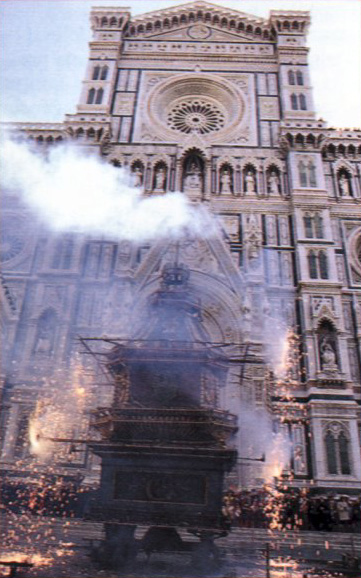
L'explosion pyrotechnique du Carro.

Le calendrier des fêtes à Florence s'étale tout au long de l'année dans la capitale de la Toscane.
Certaines fêtes à caractères historiques sont issues du Moyen Âge et de la Renaissance :
- Le Scoppio del Carro, l'embrasement d'un char le dimanche de Pâques.
- La Festa dell'Iris le premier dimanche de mai.
- Le calcio florentin qui se déroule sur la piazza Santa Croce, à la fin juin
- La fête du quartier San Lorenzo, le 10 août
- La Rificolona, avec ses lampions accrochés aux fenêtres le 7 septembre

D'autres sont plus récentes :
- Le Marathon de Florence, fin novembre ou  début décembre
- Le Passatore Firenze-Faenza
- Le mai florentin
- La Mostra dell'Artigianato, près de la Fortezza da Basso
- Pitti Immagine, défilé de mode
- La Biennale internationale d'Art contemporain de Florence